# Jim Mitchell (Gitarrist)
James „Jim“ Mitchell (* 1935 oder 1936 in Denver; † 7. März 2016) war ein amerikanischer Jazz-Gitarrist.
Jim Mitchell, der seine 45-jährige Musikerkarriere in New York City als Session- und Studiomusiker zubrachte, war 26 Jahre als Gitarrist in der Studioband der Sesamstraße tätig; außerdem begleitete er Vokalisten wie Steve Lawrence und Eydie Gormé, Barbra Streisand, Barbara Cook und Carol Burnett in ihrer Show. Im Bereich des Jazz war er zwischen circa 1966 und 1985 an vier Aufnahmesessions von  Mort Lindsey and His Orchestra, Bobby Scott (From Eden to Canaan, 1976) und Helen Forrest (Now and Forever, 1983) beteiligt, ferner mit dem Vinson Hill Sextet (Misty, 1972) und Barbara Cook (It's Better with a Band, 1981). Mit dem Sänger und Pianisten Joe Derise und dem Bassisten Ernie Fortado trat er in den frühen 1980ern in New Yorker Jazzclubs auf; 1985 entstanden mit Derise letzte Aufnahmen. 1990 zog er nach Salisbury (Maryland), wo er fortan mit einem Trio namens The Jazz Guys (mit Bruce Chappelle und Ev Cook) mit Standards aus dem Great American Songbook auftrat.
Er ist nicht mit dem Jazzgitarristen Jimmy Mitchell zu verwechseln, der bei Bobby Hackett spielte.